# Karakalpakstan
Il Karakalpakstan, ufficialmente Repubblica del Karakalpakstan (in uzbeco Qoraqalpog'iston Respublikasi, Қорақалпоғистон Республикаси; in karakalpako Qaraqalpaqstan Respublikası) è una repubblica autonoma dell'Uzbekistan situata nella parte più occidentale della nazione. Suddivisa in 14 distretti, si estende per circa 166.600 km² coprendo la parte settentrionale della piana di Corasmia.
La capitale è Nukus (Nökis, in karakalpako). Essa è abitata dalla minoranza nazionale dei Karakalpaki, che ad oggi reclamano ulteriori forme di autogoverno dallo stato a causa del prosciugamento del bacino idrico del Lago d'Aral e per difendersi dall'accaparramento della terra delle multinazionali.

## Storia
Dal 500 a.C. al 500 d.C. circa, la regione dell'attuale Karakalpakstan era una fiorente area agricola sviluppatasi grazie all'irrigazione estensiva delle sue terre.
Era un territorio strategicamente importante e aspramente conteso, come dimostrano le oltre 50 fortezze Khorezm che furono costruite in quest'area. Il popolo dei karakalpakhi, pastori nomadi e pescatori, fu citato per la prima volta da stranieri nel XVI secolo.
Il Karakalpakstan fu ceduto all'Impero russo dal Khanato di Khiva nel 1873. Sotto il dominio sovietico, era un'area autonoma all'interno della Repubblica Socialista Federativa Sovietica Russa prima di entrare a far parte dell'Uzbekistan nel 1936 come Repubblica Socialista Sovietica Autonoma Karakalpaka.
La regione visse un periodo di prosperità negli anni sessanta e settanta, grazie all'irrigazione estensiva che traeva le acque dall'Amu Darya, il fiume più lungo dell'Asia centrale. Tuttavia il drenaggio intensivo, privo di alcuna prospettiva ambientale del Lago d'Aral ha fatto sì che oggi l'arido  Karakalpakstan sia una delle regioni più povere dell'Uzbekistan.
Il 4 luglio 2022 si è registrata una vasta sollevazione popolare, mossa da coloro contrari alla proposta di riforma costituzionale proposta dal governo centrale uzbeko, che avrebbe comportato la limitazione dell'autonomia politica attualmente concessa alla regione.

## Società

### Evoluzione demografica
Il Karakalpakstan ha circa 1.200.000 abitanti di cui 400.000 uzbechi e 300.000 kazachi. I caracalpachi furono pastori e pescatori nomadi.
Il loro nome dovrebbe significare "cappello nero" in riferimento all'abbigliamento tradizionale, tuttavia il significato originale di questa locuzione è motivo di dibattito. La lingua caracalpaca è considerata più affine al kazaco ed al turco piuttosto che all'uzbeco.
In passato vi sono state accuse che il gruppo etnico dei caracalpachi fosse un'invenzione del governo sovietico per dividere la popolazione kazaca.
La lingua caracalpaca, scritta in una variante del cirillico durante il periodo dell'Unione Sovietica, è stata traslitterata nell'alfabeto latino nel 1996.

## Economia
L'economia della regione, un tempo dipendente quasi esclusivamente dall'attività ittica, è supportata prevalentemente dalla coltivazione di cotone, riso e di meloni.
In passato il delta dell'Amu Darya era densamente popolato grazie ad una millenaria tradizione di agricoltura estensiva basata sull'irrigazione. L'apogeo venne raggiunto sotto la dominazione Khorezm.
I recenti cambiamenti climatici legati al disastro ecologico del Lago d'Aral hanno comportato pesanti modificazioni nell'idrografia della regione. Gli antichi corsi d'acqua, fiumi, laghi, paludi, foreste e poderi si stanno prosciugando; la regione è esposta ad un vento salato che trasporta materiali nocivi alla coltivazione direttamente dal fondo prosciugato del Lago d'Aral. Si ritiene che le temperature medie estive siano aumentate di 10 gradi e quelle invernali siano diminuite di 10 gradi; i problemi di salute (prevalentemente patologie delle vie respiratorie) per gli abitanti della regione sono aumentati drammaticamente.

## Geografia antropica

### Suddivisioni amministrative
Il Karakalpakstan è suddiviso in 14 distretti:

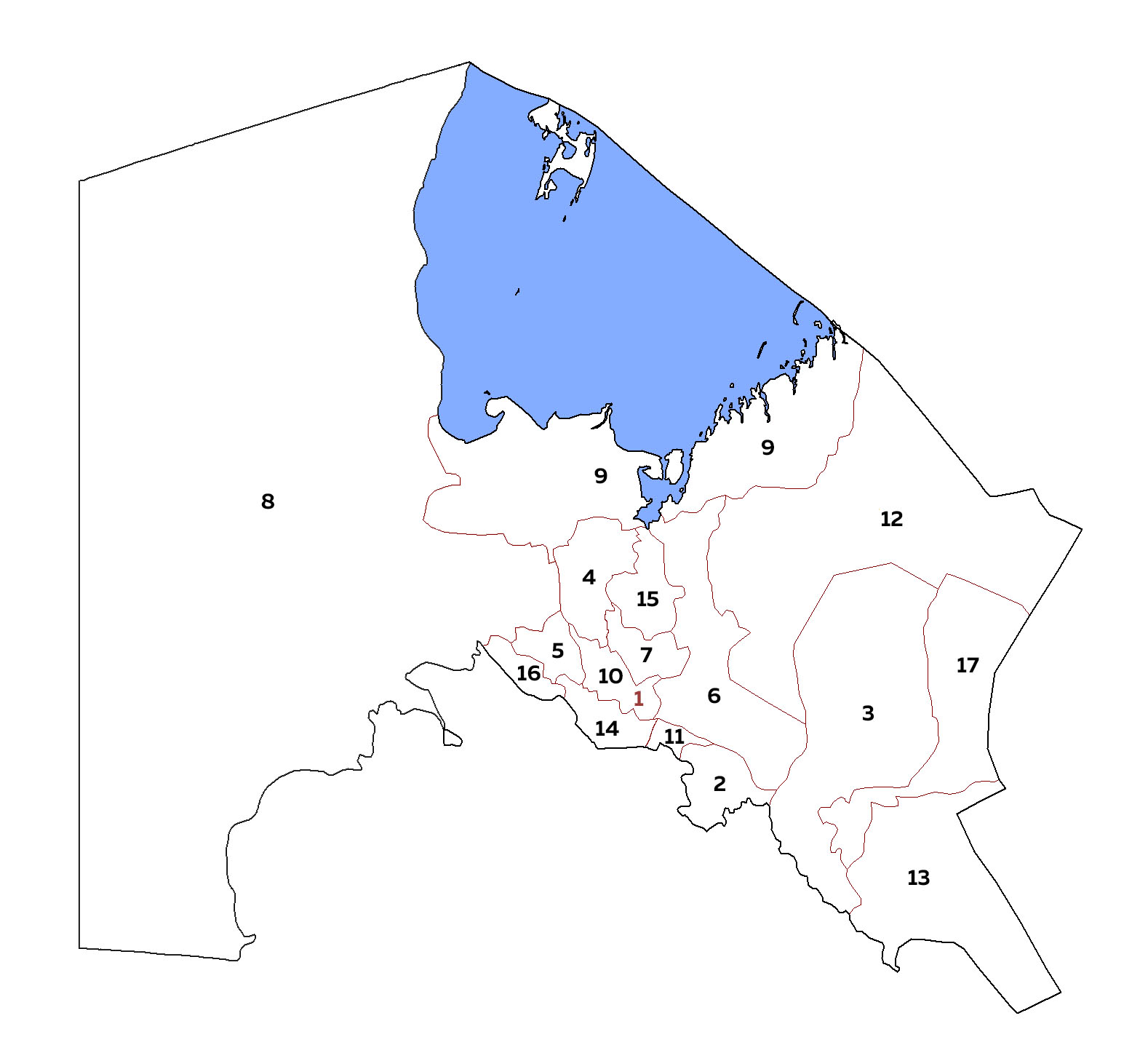
Distretti del Karakalpakstan

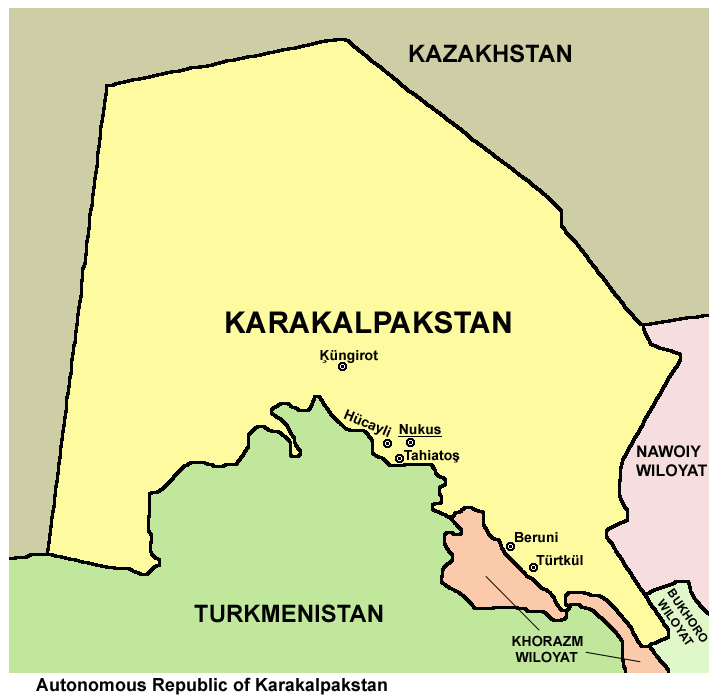

|    | Distretti               | Capoluoghil |
| -- | ----------------------- | ----------- |
| 1  | Distretto di Amudarya   | Mangit      |
| 2  | Distretto di Beruniy    | Beruniy     |
| 3  | Distretto di Shimbay    | Shimbay     |
| 4  | Distretto di Ellikqala  | Bostan      |
| 5  | Distretto di Kegeyli    | Kegeyli     |
| 6  | Distretto di Moynaq     | Moynaq      |
| 7  | Distretto di Nukus      | Akmangit    |
| 8  | Distretto di Qanlikol   | Qanlikol    |
| 9  | Distretto di Konirat    | Konirat     |
| 10 | Distretto di Qaraozek   | Qaraozek    |
| 11 | Distretto di Shomanay   | Shomanay    |
| 12 | Distretto di Taxtakopir | Taxtakupir  |
| 13 | Distretto di Turtkul    | Turtkul     |
| 14 | Distretto di Xojeli     | Xojeli      |

## Città principali
- Hojeli (Hujayli in uzbeko; Chodžejli in russo), sito di vaste rovine Khorezm.
- Moynaq, (Maynoq in uzbeko; Mujnak in russo), ex porto sul Lago d'Aral, oggi distante diversi chilometri dalla città.